# Piriqueta abairana
Piriqueta abairana är en passionsblomsväxtart som beskrevs av M.M. Arbo. Piriqueta abairana ingår i släktet Piriqueta och familjen passionsblomsväxter. Inga underarter finns listade i Catalogue of Life.